# Schabbat-Modus

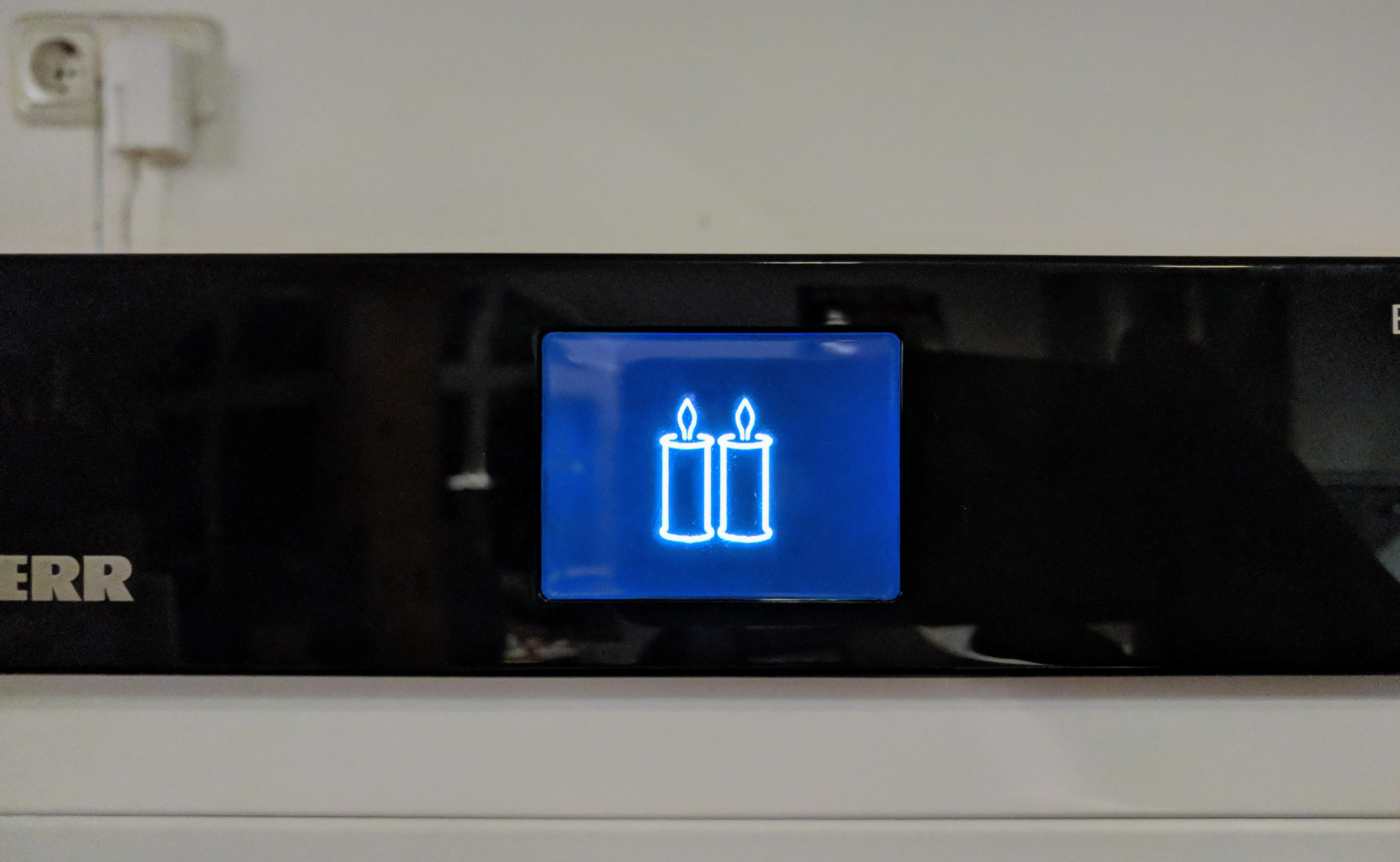
Symbol für Schabbat-Modus im Display eines Kühlschrankes

Der Schabbat-Modus (eingedeutscht auch Sabbat-Modus) ist eine Einstellung elektrisch betriebener Geräte und Einrichtungen, die orthodoxen Juden deren Gebrauch während des Schabbats und jüdischer Feste ermöglichen soll. Die Einstellung verändert die normale Steuerung der Geräte in der Weise, dass die diesbezüglichen 39 Melachot, Regeln der Halacha, eingehalten und auch nicht unabsichtlich verletzt werden.

## Hintergrund

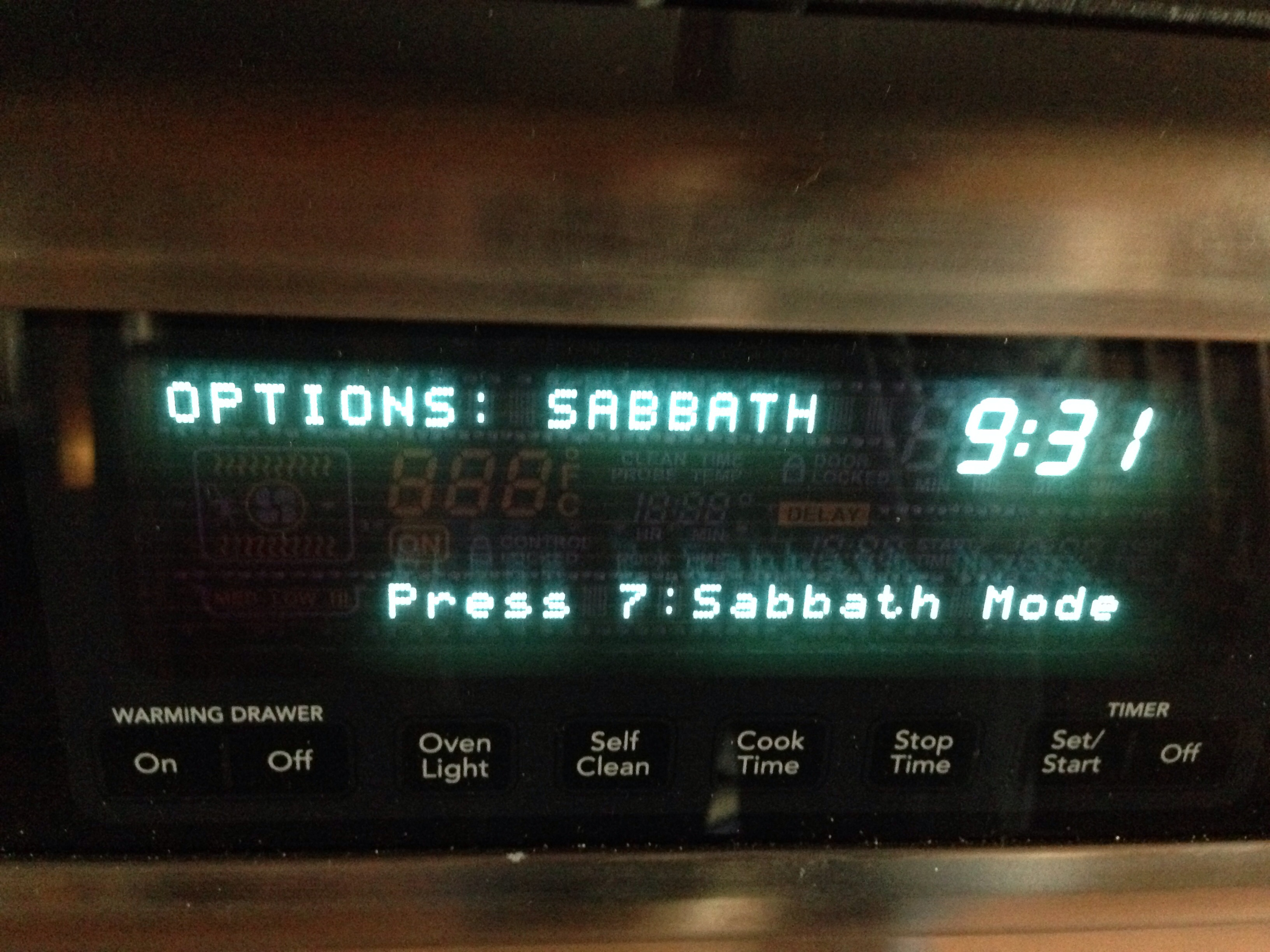
Schabbat-Modus bei einem Ofen

Orthodoxe Juden verrichten am Schabbat keine Tätigkeiten, die gemäß der Halacha als Arbeit definiert sind. Neben dem Vorbereiten und Kochen von Speisen fällt darunter insbesondere das Verbot, ein Feuer zu entzünden (Mitzwa, Nummer 322 der 365 Verbote: „Dass niemand Feuer anzünde in seiner Wohnung am Shabbat.“ (Ex 35,3 )). Dies schließt aus orthodoxer Sicht heute auch das Ein- und Ausschalten elektrischen Lichts sowie elektrischer Geräte aus. Die Auslegung der Halacha ist im Judentum Gegenstand fortlaufender Auseinandersetzung mit unterschiedlichen Lehrmeinungen. So kann das Verbot zur Schalterbetätigung unter anderem auch aus dem Verbot der Bautätigkeit (Vollendung oder Zerstörung eines Stromkreises) abgeleitet werden.
Im Ergebnis muss ein Schalter von einem orthodoxen Juden stets vor dem Beginn des Sabbats umgelegt und darf erst nach dem Sabbat wieder zurückgestellt werden. Ein vor dem Sabbatbeginn eingeschaltetes elektrisches Licht in der Wohnung z. B. bleibt dann bis zum Ende des Ruhetages an. Die davon betroffenen Tätigkeiten können während des Schabbats prinzipiell von einem nichtjüdischen Bediensteten („Schabbes-Goi“) übernommen werden, der aber nicht überall zur Verfügung steht.

## Arbeitsweise
Der Schabbat-Modus eines Geräts wird manuell oder automatisch aktiviert. Nach dem Ende des Feiertages wird er wiederum entweder manuell ausgeschaltet oder durch einen Timer automatisch beendet.

### Warmhalten von Speisen
Da die Zubereitung von Mahlzeiten nur eingeschränkt und die Bedienung von Schaltern nicht während des Schabbats erlaubt sind, hat sich das lange Warmhalten einer vorgekochten Speise im Herd eingebürgert, der dazu bereits vor dem Feiertag eingeschaltet wird. Während ältere oder einfache Herde einen solchen „Dauerbetrieb“ ermöglichen, haben viele moderne, elektronisch gesteuerte Geräte aus Brandschutz- und Energiespargründen eine zeitgesteuerte Abschaltautomatik. Diese Einschränkung kann durch einen Schabbat-Modus aufgehoben werden, sodass der Ofen eine gewählte Temperatur für mehrere Tage halten kann. Möglich ist auch das Abschalten von Signaltönen, Zeit- oder Temperaturanzeigen während des Schabbatprogrammes. Für das Warmhalten von Speisen auf dem Herd wurde eine spezielle Herdabdeckung erfunden, die Blech genannt wird. Statt eines Blech werden heute aber meist Warmhalteplatten eingesetzt. 

### Kühlschränke
Im Inneren von Kühlschränken herkömmlicher Bauart schaltet sich gewöhnlich ein Licht an, wenn die Tür geöffnet wird. Zur Einhaltung des Verbotes des Feueranzündens am Schabbat können solche Kühlschränke durch Abkleben des Türkontaktes oder Herausdrehen des Leuchtmittels manipuliert werden. Bei modernen Kühlschränken ohne mechanische Türkontakte und türgesteuerter Beeinflussung des Kühlvorgangs ist das nicht so leicht möglich. Hier hilft ein Sabbat-Modus, der über die Steuerungssoftware des Geräts alle türgesteuerten Aktivitäten verhindert. Der Kühlschrank bleibt dann dunkel, Warntöne und -meldungen bleiben aus und der Betrieb der Kühltechnik wird vom Zustand der Tür entkoppelt. Während die Gerätesoftware vieler handelsüblicher Kühlschränke heute einen Schabbatmodus beherrscht, gab es früher auch spezielle Sabbatkühlschränke.

### Fahrstühle

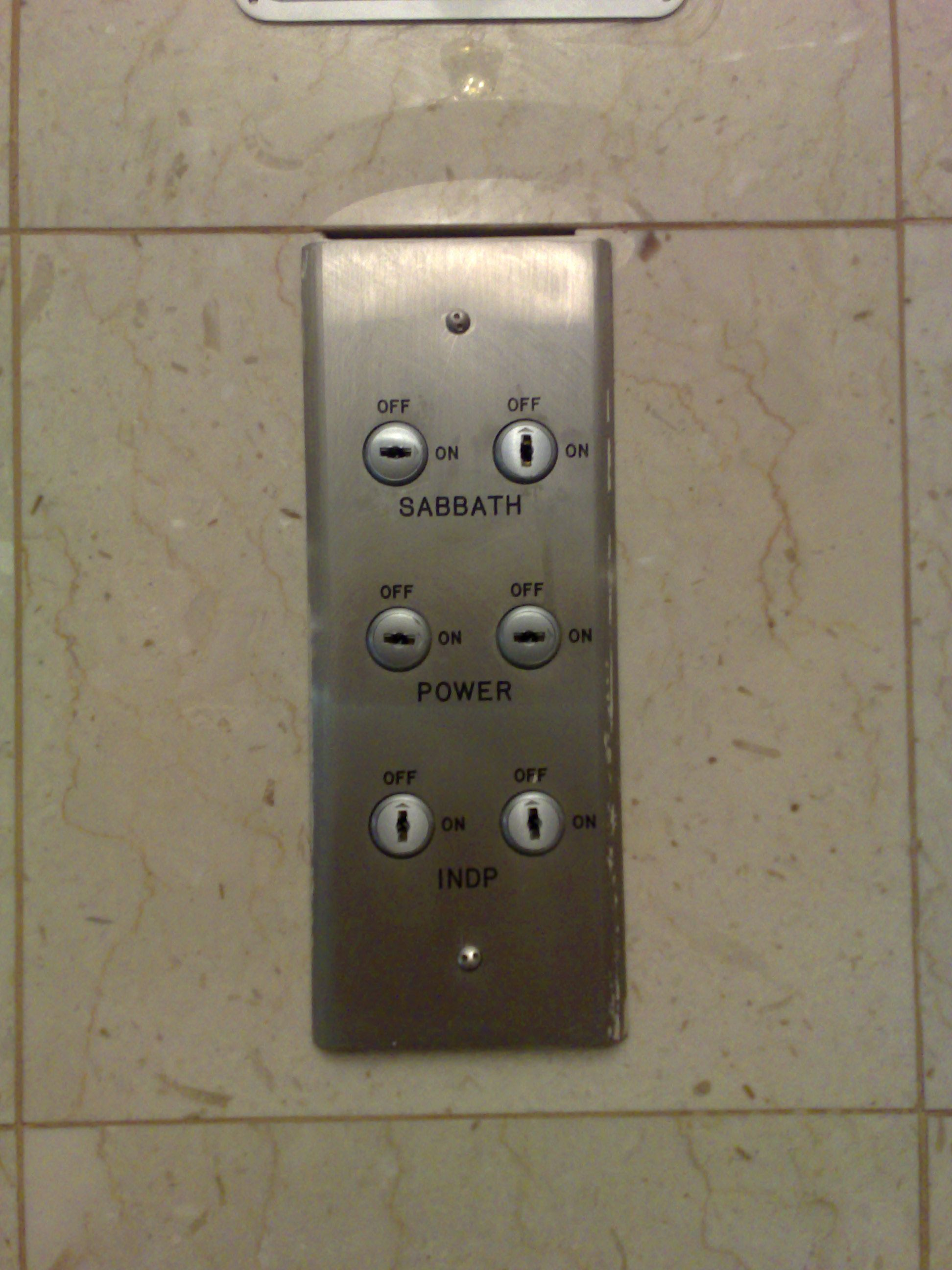
Schlüsselschalter für das Sabbatprogramm einer Fahrstuhlanlage

In Israel sind häufig Schabbat-Fahrstühle im Einsatz. Im Schabbat-Modus fahren sie automatisch jedes Stockwerk an, wobei sich dort die Türen automatisch öffnen und schließen, sodass bei ihrer Benutzung kein Schalter betätigt werden muss.